# Роберт II (князь Капуанський)
Роберт II (†1156) — нормандський граф Аверський (1127—1156), князь Капуанський (1127—1156).
Єдиний син князя Капуанського Жордана II. У грудні 1127 папа Гонорій II прибув до Беневенто з метою організації походу проти графа Сицилійського Рожера II щоб запобігти встановленню влади Рожера над Апулійським герцогством. 30 грудня того ж року Роберт вступив на капуанський престол і став прихильником папи. Проте, оскільки він був людиною слабої волі, в 1129 визнав сюзеренітет Рожера, а 25 грудня 1130, Роберт, як головний васал, поклав королівську корону на голову Рожера.
У 1132 Роберт разом з іншими італійськими васалами короля Сицилії повстав проти Рожера за підтримки папи Інокентія II у коаліції з королем Франції Людовиком VI, королем Англії Генріхом I та імператором Священної Римської імперії Лотаром III. Роберт переміг Рожера у Битві біля Ночери 24 липня 1132. У відповідь Рожер спалив Аверсу та підкорив своїй владі у 1134 графа Аліфе Ранульфа та номінального васала Візантії неаполітанського дуку Сергія VII. Роберта було вигнано з міста, Рожер проголосив князем свого третього сина Альфонса (1135).
Роберт утік до Пізи, де зібрав флотилію та розпочав війну проти Рожера. Він напав на Амальфі і здобув багато трофеїв. Навантажений цією здобиччю та рекомендаціями папи Інокентія II, Роберт подався до Німеччини прохати допомогу імператора Лотара III. Весною 1137 року імператор разом з Іннокентієм II, герцогом Баварським Генріхом Гордим та великим військом рушив на південь. Об'єднане військо здобуло Беневенто, Барі та Капую, призначивши Райнульфа герцогом Апулійським, а Роберта князем Капуанським. Однак, після від'їзду імператора Рожер знову захопив Капую. 25 липня 1139 Роберт і папа зазнали поразки від війська Рожера у битві на ріці Гарільяно поблизу Галуччо, папа потрапив у полон, а Роберт врятувався втечею. Після смерті Альфонса у 1144, Рожер призначив свого четвертого сина Вільгельма князем Капуанським. По смерті Рожера у 1154 Вільгельм спадкував йому як король і герцог, а Роберт у 1155 заволодів Капуєю. Після смерті Роберта в 1556 році, Вільгельм приєднав Капуанське князівство до Сицилійського королівства.
Роберт мав сина Йордана, який жив у Константинополі та служив Візантії як диполомат.